# 어진박물관
어진박물관은 전북특별자치도 전주시 완산구 전주 한옥마을 소재의 전통 박물관이다. 경기전 경내에 있다.

## 연혁
- 2009. 02. 25 경기전유물전시관 공사 착공
- 2010. 11. 06 어진박물관 개관

## 갤러리

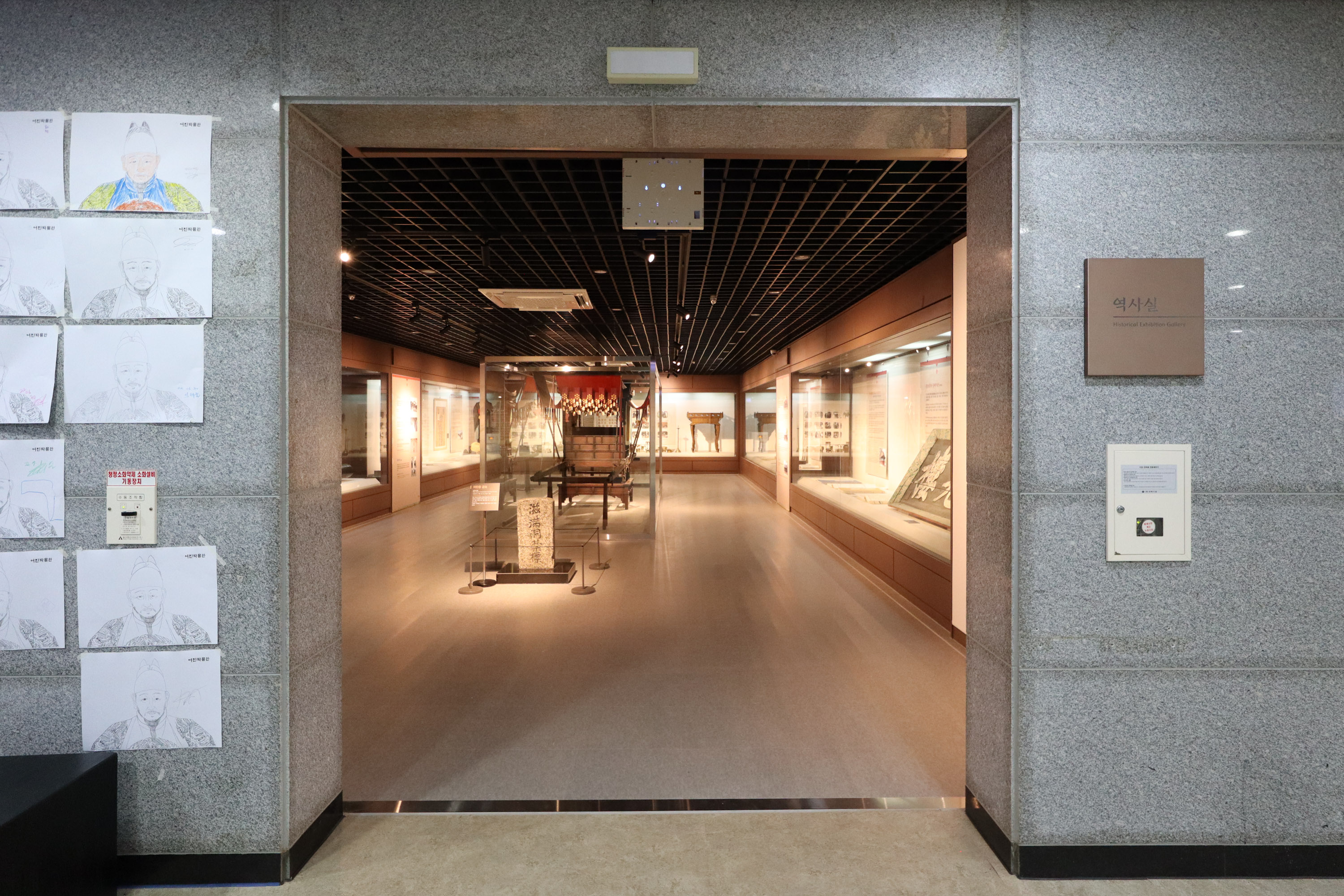
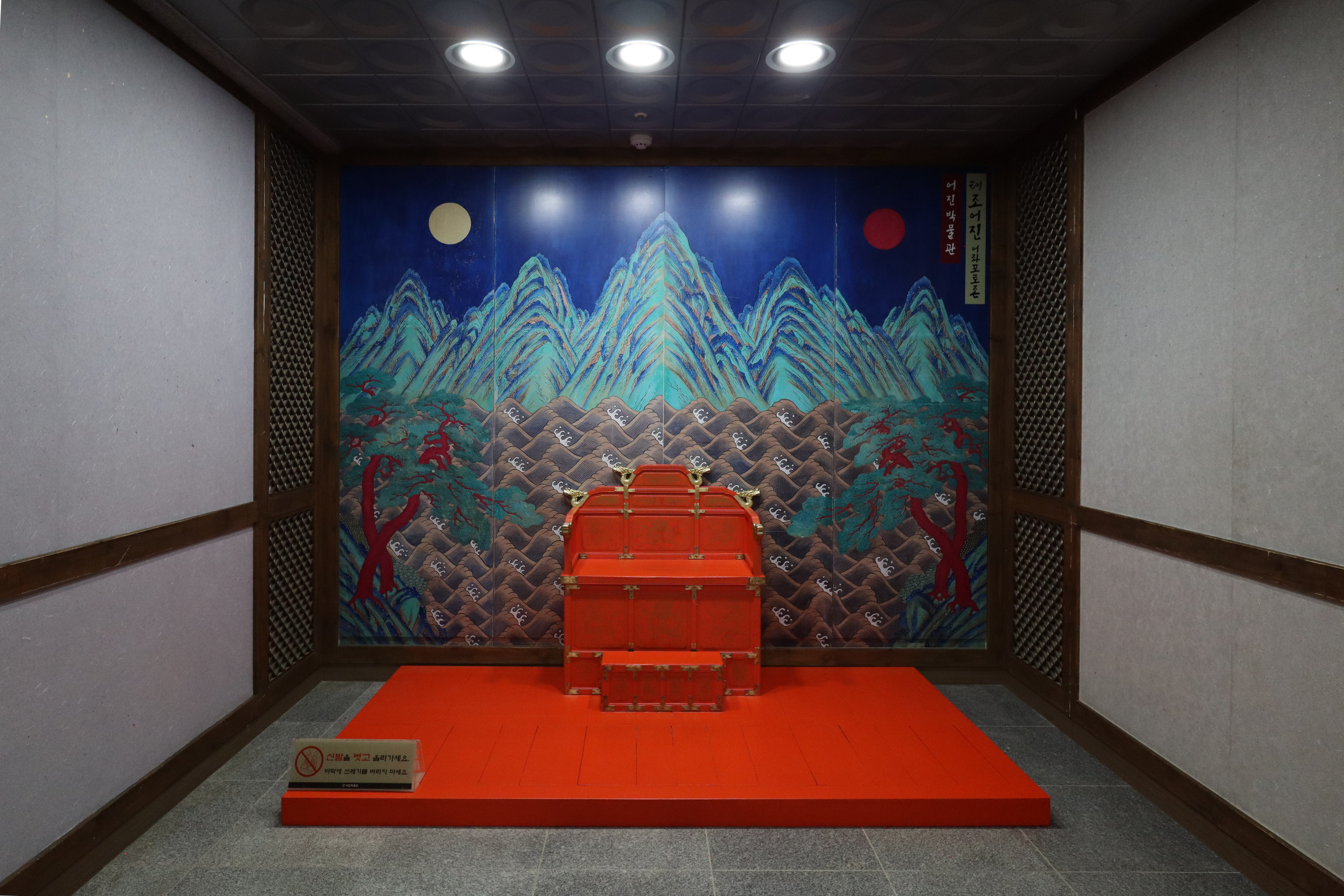
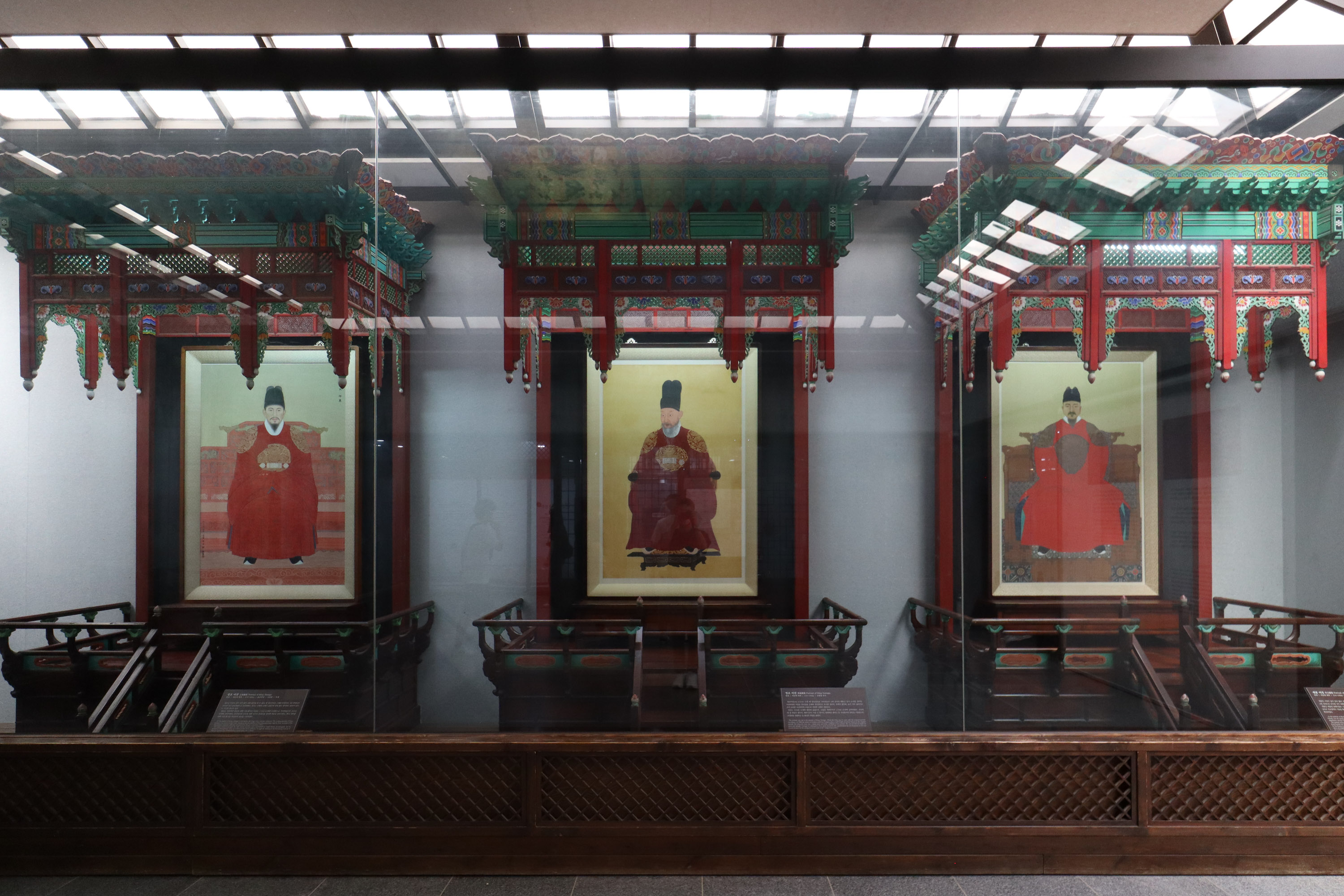

## 주요 소장품
- 조선 태조 어진